# OnyX
O OnyX é um programa utilitário freeware de manutenção e otimização para Mac OS X. 
O programa permite ao usuário final a manutenção preventiva e corretiva, a otimização e a configuração de vários itens em vários níveis do sistema operacional e computador.

## Funções e recursos
OnyX é uma aplicação utilitário multifunção que inclui as seguintes funções:
- Verifica a integridade do disco rígido e a estrutura dos arquivos do sistema operacional
- Configura parâmetros ocultos do Finder, Dashboard, Exposé, Safari, janela de inicialização de sessão (login), entre outros.
- Permite o apagamento de arquivos em cache que se acumulam na instalação de novos programas e por conseguinte mantém espaço ocupado no disco.
- Reparar permissões do disco.
- Executar os principais operações de manutenção do sistema
- Forçar a lixeira a esvaziar.
- Verificar as preferências.
- Reconstruir os índices do Spotlight e Mail.
- Reconstruir serviços de lançamento.

## Requerimentos de sistema
- Binário universal (computadores PowerPC ou Intel); apenas Tiger e Leopard.
- Sistemas operacionais Mac OS X v10.2, v10.3, v10.4 ou v10.5 (vide versões).
- Línguas disponíveis: francês e inglês.

## Versões
- Para Mac OS X 10.2 (Jaguar) : OnyX Versão 1.3.1
- Para Mac OS X 10.3 (Panther) : OnyX Versão 1.5.3
- Para Mac OS X 10.4 (Tiger) : OnyX Versão 1.8.6
- Para Mac OS X 10.5 (Leopard) : OnyX Versão 2.0.6
- Para Mac OS X 10.6 (Snow Leopard) : OnyX Versão 2.4.0
- Para OS X 10.7 (Lion) : OnyX Versão 2.4.8
- Para OS X 10.8 (Mountain Lion)  : OnyX Versão 2.7.4
- Para OS X 10.9 (Mavericks) : OnyX Versão 2.8.8
- Para OS X 10.10 (Yosemite) : OnyX Versão 3.0.1
- Para OS X 10.11 (El Capitan) : OnyX Versão 3.1.3

## Histórico
Criado no ano de 2003, o programa é desenvolvido e mantido pelo programador francês Joël Barrière, também conhecido como Titanium. Inicialmente foi desenvolvido para atender as necessidades pessoais do desenvolvedor. Foi desenvolvido no Xcode, o ambiente de desenvolvimento da Apple: Cocoa, AppleScript Studio e Objective-C. O programa é atualizado com constância por seu autor, levando em consideração sugestões e críticas de usuários. O programa ... trabalha OS X st
O programa para realizar esses serviços usa dos padrões de utilitários UNIX do Mac OS X, permitido assim seu controle através de um ambiente gráfico de usuário sem a necessidade da linha de comando.
OnyX é um freeware, isto significa que é um software gratuito, mas não um livre, porém pode ser utilizado sem restrições.